# Ivan Gobry
Ivan Gobry, född 8 mars 1927, död 3 augusti 2017 var en fransk filosof och essäist.
Gobry disputerade 1962 och var under lång tid professor i filosofi vid universitetet i Reims. Han skrev ett flertal verk om medeltiden, religiösa och filosofiska arbeten, essäer, men också ett antal äventyrsböcker för barn. Därtill skrev han också dikter och ett antal mindre stycken av klassisk musik. Allt som allt står han som författare till över hundra verk.